# 中田博久
中田 博久（なかた ひろひさ、1943年3月9日 - ）は、日本の俳優。本名は同じ。身長176cm、体重78kg。
東京都出身。日本大学藝術学部卒業。東映出身。川崎事務所を経て、アール・クルー所属。父は戦前中の二枚目俳優で戦後は長崎県議を務めた中田弘二。妻は女優の新井茂子。甥に映画監督の中田圭がいるほか、父の兄の孫に漫画家の柴田亜美がいる。

## 来歴・人物
日本大学第二高等学校在学中の1960年、父がかつて所属していた日活のニューフェースとして映画『南海の狼火』でデビュー。その後、日本大学藝術学部に進学し、卒業後の1965年に東映で再デビューを果たす。
『昭和残侠伝』シリーズなどで重要な役柄を演じる一方、特撮作品では主役級で活躍。
『名探偵明智小五郎シリーズ 怪人四十面相』に主演し、明智小五郎役を演じた。
1967年には『ウルトラマン』の後番組である『キャプテンウルトラ』に主演。宇宙を舞台に怪獣や侵略者と戦う素顔の等身大ヒーローを演じた。
1970年代以降、アクの強い悪役を演じる機会が増加。『仮面ライダーアマゾン』（ゼロ大帝）や『超電子バイオマン』（メイスン）などに出演したが、ゼロ大帝については「子供のうちに勧善懲悪を理解することは大事なので、それを理解してくれたらと願いつつ思い切り演じた」との旨を、後年に明かしている。
21世紀に入ってからは、2時間ドラマに顔を出すほか、河崎実監督の作品には常連として出演している。
スタッフに懇願され、顔出しの状態で激しいアクションや激突寸前で相手をかわすカーアクションをこなした経験も持つ。
特技は柔道、殺陣、乗馬、ゴルフ、料理。

## 出演

### 映画
- 俺は流れ星（1960年、日活） - 圭三
- 南海の狼火（1960年、日活） - 須賀周一
- 街から街へつむじ風（1961年、日活） - トリオB
- 昭和残侠伝シリーズ（東映）
  - 昭和残侠伝（1965年） - 川田輝男
  - 昭和残侠伝 吼えろ唐獅子（1971年） - 村井音松
  - 昭和残侠伝 破れ傘（1972年） - 羽黒勇三
- 無頼漢仁義（1965年、東映） - 川口
- 黄金バット（1966年、東映） - 清水隊員
- キャプテンウルトラ（1967年、東映） - 本郷武彦（キャプテンウルトラ）
- 人間魚雷 あゝ回天特別攻撃隊（1968年、東映） - 望月少尉
- 不良番長シリーズ（東映）
  - 不良番長 練鑑ブルース（1969年） - 梶木征一
  - 不良番長 どぶ鼠作戦（1969年） - 五十嵐敏
  - 不良番長 一攫千金（1970年） - 勝又
  - 不良番長 暴走バギー団（1970年） - 岩田正次郎
  - 不良番長 やらずぶったくり（1971年）
  - 不良番長 のら犬機動隊（1972年） - フーテン政
  - 不良番長 骨までしゃぶれ（1972年） - 秋葉
- 新網走番外地 流人岬の血斗（1969年、東映）
- 新網走番外地 さいはての流れ者（1969年、東映）
- 新兄弟仁義（1970年、東映）
- 新網走番外地 大森林の決斗（1970年、東映）
- 新網走番外地 吹雪のはぐれ狼（1970年、東映）
- 現代やくざ 盃返します（1971年、東映） - 望月邦夫
- 暴力団再武装（1971年、東映） - 金子刑事
- 夜の手配師 すけ千人斬り（1971年、東映） - 深見
- ごろつき無宿（1971年、東映）
- 新網走番外地 嵐呼ぶ知床岬（1971年、東映）
- 新網走番外地 吹雪の大脱走（1971年、東映）
- 狼やくざ 殺しは俺がやる（1972年、東映） - 塚原
- 不良街（1972年、東映）
- ギャング対ギャング 赤と黒のブルース（1972年、東映）
- 夜の女狩り（1972年、東映）
- 新網走番外地 嵐呼ぶダンプ仁義（1972年、東映）
- 昭和極道史（1972年、東映）
- 前科おんな 殺し節（1973年、東映）
- 実録 私設銀座警察（1973年、東映） - 藤井猛
- 色魔狼（1973年、東映）
- 海軍横須賀刑務所（1973年、東映） - 立山看守
- ルバング島の奇跡 陸軍中野学校（1974年、東映）
- 従軍慰安婦（1974年、東映） - 熊本上等兵
- あゝ決戦航空隊（1974年、東映)
- 仁義の墓場（1975年、東映） - 米軍通訳
- 仮面ライダーアマゾン（1975年、東映） - ゼロ大帝
- 大脱獄（1975年、東映） - 待村
- 新幹線大爆破（1975年、東映） - 東京運転所係員
- けんか空手 極真無頼拳（1975年、東映）
- 東京ディープスロート夫人（1975年、東映）
- 実録三億円事件 時効成立（1975年、東映）
- 横浜暗黒街 マシンガンの竜（1976年、東映）
- 暴走の季節（1976年、東映）
- 爆発! 750cc族（1976年、東映）
- 地獄の天使 紅い爆音（1977年、東映）
- 空手バカ一代（1977年、東映） - 湖城
- ドカベン（1977年、東映）
- 人間の証明（1977年、東映）
- 多羅尾伴内（1978年、東映）
- 宇宙からのメッセージ（1978年、東映） - 補佐官
- 悪魔が来りて笛を吹く（1979年、東映）
- 白昼の死角（1979年、東映） - 広田
- 戦国自衛隊（1979年、角川映画） - 黒田長春
- 動乱（1980年、東映） - 本間大尉
- 二百三高地（1980年、東映）
- 悪霊島（1981年、東映）
- 汚れた英雄（1982年、東映）
- 海峡（1982年、東宝） - 北島栄
- 誘拐報道（1982年、東映）
- 制覇（1982年、東映）
- 悪女かまきり（1983年、東映） - 小山内
- 天国の駅 HEAVEN STATION（1984年、東映）
- 超電子バイオマン（1984年、東映） - メイスン
- 玄海つれづれ節（1986年、東映）
- お嬢さん探偵 ときめき連発!（1987年、にっかつ）
- イタズ 熊（1987年、東映） - 抗夫B
- 極道渡世の素敵な面々（1988年、東映）
- 恋子の毎日（1988年、東映）
- ゴジラvsビオランテ（1989年、東宝） - 小山実防衛庁長官[2]
- ふうせん（1990年、東映） - 世話人
- いかレスラー（2004年、ファントム・フィルム） - 鴨橋竜之介
- 日本以外全部沈没（2006年、クロックワークス） - 伊達官房長官
- ギララの逆襲/洞爺湖サミット危機一発（2008年、トルネード・フィルム） - 森川宮司

### テレビドラマ

#### 特撮
- 名探偵明智小五郎シリーズ 怪人四十面相（1966年、NTV / 宣弘社プロダクション） - 明智小五郎
- キャプテンウルトラ（1967年、TBS / 東映） - 本郷武彦（キャプテンウルトラ）
- 仮面ライダーシリーズ（MBS、EX / 東映）
  - 仮面ライダー 第24話「猛毒怪人キノコモルグの出撃!」、第25話「キノコモルグを倒せ!」（1971年） - 小池助手
  - 仮面ライダーV3 第15話「ライダーV3 死の弱点!!」（1973年） - 怪しい男（バーナーコウモリ）
  - 仮面ライダーX 第5話「一つ目怪人の人さらい作戦!」（1974年） - 誘拐魔（キクロプス）
  - 仮面ライダーアマゾン 第14話「十面鬼死す! そして新しい敵!?」 - 第24話「やったぞアマゾン! ゼロ大帝の最後!!」（1975年） - ゼロ大帝
  - 仮面ライダー (スカイライダー) 第9話「コブランジンの殺人軍団」（1979年） - 三好良一（空手家）
  - 仮面ライダーゼロワン 第20話「ソレが1000％のベストハウス」（2020年） - 大城銀之丞
- 正義のシンボル コンドールマン 第3話「殺し命ダンガンマー」（1975年、NET / 東映） - 死神四郎（ダンガンマー）
- スーパー戦隊シリーズ（NET→ANB / 東映）
  - 秘密戦隊ゴレンジャー 第33話「赤い標的! にせものゴレンジャー出現」（1975年） - イーグル参謀
  - 電子戦隊デンジマン 第28話「呪いの館の密殺者」（1980年） - デリンジャー
  - 超電子バイオマン（1984年 - 1985年） - メイスン
- 快傑ズバット 第12話「死刑執行10秒前」（1977年、12ch / 東映） - 暗闇組組長
- ロボット110番 第27話「ケイくんの頭一億円」（1977年、ANB / 東映） - 黒山
- 宇宙からのメッセージ・銀河大戦（1978年、ANB / 東映）
- 宇宙刑事ギャバン 第29話「電撃マジック合戦! 暗殺のプログラム」（1982年、ANB / 東映） - ポール一星

#### 現代劇
- 特別機動捜査隊（NET / 東映）
  - 第197話「歪んだ花」（1965年）
  - 第210話「ペンフレンド」（1965年）
  - 第481話「追憶の街」（1971年） - フロントの男
  - 第484話「春の坂道」（1971年） - 吉田
  - 第497話「人生試験地獄」（1971年） - 伊東
  - 第600話「海は帰らない」（1973年） - 山口
  - 第642話「女ざかりの女」（1974年)　- 武彦
  - 第650話「二億円の謎」 (1974年)　- 中田
  - 第671話「リルのすべて」 (1974年) - 竜前
  - 第728話「女と祭」（1975年）- 本堂
  - 第767話「わたしは尼寺へ行きたい」 (1976年)　- 伊吹雄一郎
- ローンウルフ 一匹狼 第37話「運命の拳銃」（1968年、NTV / 東映）
- プレイガールシリーズ（12ch / 東映）
  - プレイガール
    - 第15話「怪談・濡れた女に手を出すな」（1969年）
    - 第45話「尼寺殺人事件」（1970年） - 浜田
    - 第70話「殴り込み替玉作戦」（1970年） - 木村
    - 第89話「傷つけながら愛しあい」（1970年） - 河合彰
    - 第158話「暴力教師暴発す!」（1972年） - 黒木
    - 第186話「女の武器は燃える肌」（1972年） - 中田
    - 第208話「高校生芸者殺人事件」（1973年） - 水谷
    - 第249話「女の体は非常ベル」（1974年） - 根岸

  - プレイガールQ
    - 第9話「裸のままでさようなら」（1974年）- 三園井
    - 第19話「スリラー・寝室の殺人鬼」（1975年）- 坂口
    - 第40話「暴力刑事罷り通る」（1975年）- 庄司
    - 第43話「ハイティーン裸の暴走族」（1975年）- 三島
    - 第66話「人妻売春組織」（1976年）- 滝沢
- ゴールドアイ（1970年、NTV / 東映）
  - 第6話「殺しの暗号」
  - 第23話「地下水路大追跡」
- ターゲットメン 第10話「二つの顔を持つ男」（1971年、NET / 東映）
- キイハンター（TBS / 東映）
  - 第210話「いんちきキイハンター探偵局」（1972年）
  - 第217話「100万ドル奪回大捜査網」（1972年）
  - 第233話「美女とドクロの首飾り」（1972年）- 遠山
  - 第240話「危機一発！死の接吻作戦」（1972年）
  - 第249話「お年玉は必殺必中の弾丸!」（1973年）
  - 第261話「魔女と黒猫が踊る夜」（1973年）
- 非情のライセンス（NET→ANB / 東映）
  - 第1シリーズ（1973年）
    - 第8話「兇悪の罠」 - 黒崎（中山）
    - 第36話「兇悪の子猫たち」 - 貝島

  - 第2シリーズ
    - 第5話「兇悪のカナリヤ」（1974年） - 黒田
    - 第33話「兇悪の街角」（1975年） - 佐伯
    - 第50話「兇悪の金」（1975年） - 松宮
    - 第83話「兇悪の捜査」（1976年） - 諸口
    - 第108話「未練心」（1976年） - 花井
    - 第119話「替玉」（1977年） - 高田

  - 第3シリーズ 第13話「兇悪の唇・危険を運ぶ女」（1980年）
- アイフル大作戦（TBS / 東映）
  - 第14話「真夏に死人はスキーする!」（1973年）
  - 第21話「覗き盗聴大作戦!?」（1973年）
  - 第35話「東京-沖縄 華やかな大追跡」（1973年）
  - 第40話「暑い南の島のストーブリーグ戦」（1974年）
  - 第54話「仁義ある戦い」（1974年）
- サスペンスシリーズ 現代鬼婆考・殺愛（1973年、MBS / 東映） - 佐山
- 刑事くん（TBS / 東映)
  - 第2部 第21話「手探りで幸せを…」（1973年） - 根津三郎
  - 第4部 第7話「兄の詩」（1976年）
- どっこい大作 第47話「青春のひみつ」（1973年、NET / 東映） - ゴーゴーホールの男
- ザ・ボディガード（1974年、NET / 東映）
  - 第6話「狙われた人妻」
  - 第25話「明日に別れの弾丸を」
- バーディー大作戦（TBS / 東映）
  - 第5話「キッスは殺しのパスポート」（1974年）
  - 第11話「真夏の海 殺しの請負業」（1974年） - 犬飼
  - 第24話「警官ギャング」（1974年）
  - 第42話「赤い唇 おとり捜査官」（1975年）
- 白い牙 第13話「トランペットは子守唄がお好き」（1974年、NTV / 大映テレビ））
- 夜明けの刑事（TBS / 大映テレビ）
  - 第11話「それでも私は結婚したい」（1974年） - 唐津
  - 第37話「海洋博でダイナミックな殺人」（1975年） - 日吉
  - 第56話「夜明けに白バラが散った!!」（1976年） - 坂本
  - 第84話「危うし!岸壁の母」（1976年）
- ザ★ゴリラ7 第4話「ゴリラ撲滅大作戦」（1975年、NET / 東映） - 丸山
- 燃える捜査網 第12話「土曜日を待て!」（1976年、NET / 東映） - 田坂
- Gメン'75（TBS / 東映）
  - 第1話「エアポート捜査線」（1975年） - チンピラA
  - 第18話「警察の中のギャング」（1975年） - 久松巡査
  - 第28話「刑事誤殺」（1975年） - 宝石強盗犯A
  - 第38話「スチュアーデス殺人事件」（1976年） - ダイヤを密輸させようとした男
  - 第59話「東京・沖縄縦断捜査網」 - 第61話「沖縄に響く痛恨の銃声」（1976年） - 具志堅
  - 第83話「師走 - スリも走る刑事も走る」（1976年） - 関東連合銀一家組員
  - 第105話「香港-マカオ警官ギャング」（1977年） - 鶴見刑事
  - 第120話「覗かれた女の部屋」（1977年） - 現金輸送車襲撃犯人
  - 第122話「18才 ひと夏の経験」（1977年） - トラック運転手
  - 第137話「78新春大脱獄」（1978年） - 信彦
  - 第168話「夏祭りの夜の惨劇」（1978年） - チンピラA
- 太陽にほえろ!（NTV / 東宝）
  - 第158話「顔」（1975年） - 撮影所の俳優
  - 第227話「CQ・CQ・非常通信!」（1976年） - 沢木絢一
  - 第274話「帰って来たスコッチ刑事」（1977年） - 戸川組組長
  - 第329話「タイムリミット」（1978年） - 大河原議員の秘書
  - 第355話「ボス」（1979年） - 勝部洋
  - 第529話「山さんの危険な賭け」（1982年） - 黒田（響組幹部）
  - 第631話「ロックとブルース」（1985年） - 友安勝弘
  - 太陽にほえろ!PART2 第12話「さらば! 七曲署」（1987年） - 織田恭三
- ベルサイユのトラック姐ちゃん 第15話「サウナ風呂珍騒動」（1976年、NET / 東映） - 黒部
- 特捜最前線（ANB / 東映）
  - 第9話「絶唱! 愛と転落の女」（1977年）
  - 第40話「初指令・北北東へ急行せよ!」（1978年）
  - 第68話「誘拐・東京－函館縦断捜査!」、第69話「誘拐II・パニックイン・函館!」（1978年） - 元警察官・川本茂
  - 第89話「パトロール婦警狙撃事件!」（1978年）
  - 第103話「帰ってきたスキャンダル刑事!」（1979年）
  - 第138話「警視庁窓際族!」（1979年） - 後藤
  - 第150話「拳銃泥棒・雪国から来た二人!」（1980年）
  - 第241話「歳末パトロールで逢った女!」（1981年）
  - 第320話「特命ヘリ緊急発進!」（1983年） - ジョージ丹野
  - 第377話「住宅街の殺人ゲーム!」（1984年） - 所轄署の刑事
  - 第414話「喫茶店ジャック 25時の謎!」（1985年） - 大村
  - 第466話「千五百万人の悪女たち・パート主婦不倫心中!」（1986年） - 所轄署の刑事
- 華麗なる刑事 第11話「たった一人の斗い」（1977年、CX / 東宝）
- 大都会シリーズ（NTV / 石原プロ）
  - 大都会 PARTII 第51話「北九州コネクション」（1978年） - 梶
  - 大都会 PARTIII
    - 第9話「高層の狙撃者」（1978年） - 大門
    - 第19話「警官ギャング」（1979年） - 森岡
    - 第34話「ストリート・ガール」（1979年） - 川野
- 新幹線公安官 第2シリーズ 第7話「奪われたハネムーン」（1978年、ANB / 東映） - 松宮
- 大追跡 第12話「殺し屋に墓はない」（1978年、NTV / 東宝） - 森田
- ザ・スーパーガール（1979年、12ch / 東映）
  - 第2話「ピンクの肌は現ナマに燃えた」 - 郷田
  - 第19話「裸で狼の群れと闘え」
  - 第35話「浮気調査 女の密室午前0時」
- 大空港 第37話「バクダン刑事登場!」（1979年、CX / 松竹） - 大東
- 熱中時代・刑事編 第9話「新婚刑事 三度のピンチ」（1979年、NTV） - 青村達也（鬼形組若頭）
- 鉄道公安官 第25話「誘拐特急・ママ、早く来て!」（1979年、ANB / 東映） - 影石
- 西部警察シリーズ（ANB / 石原プロ）
  - 西部警察
    - 第9話「ヤクザ志願」（1979年） - 井野辺（針尾興業幹部）
    - 第21話「汚ない奴」（1980年） - 田村
    - 第29話「島原の子守唄」（1980年） - 針尾（針尾組組長）
    - 第56話「時間よ止まれ!」（1980年） - 土橋洋造
    - 第66話「17年目の誘拐」（1981年） - 島崎功
    - 第82話「ろくでなしの詩」（1981年） - 江端正二
    - 第95話「刑事の夜明け」（1981年） - 石井（共明会幹部）
    - 第107話「暴走トラック炎上!」（1981年） - 松浦隆夫

  - 西部警察 PART-II
    - 第16話「追撃」（1982年） - 米沢良一（義青会幹部）
    - 第39話「謎の亡命者」（1983年） - 誠心会幹部

  - 西部警察 PART-III 第24話「誘拐! 山形・蔵王ルート -山形篇-」（1983年） - 矢島通（元東西連合会幹部）
- 大激闘マッドポリス'80（1980年、NTV / 東映）
  - 第5話「シンジケートの女」 - ケイプロダクション幹部
  - 第16話「人間狩り」 - 江尻（新党連合幹部）
- 爆走! ドーベルマン刑事 第4話「カッコマンvs黒バイ部隊」（1980年、ANB / 東映） - 尾形正夫
- ミラクルガール 第13話「謎の連続婦女暴行事件」（1980年、12ch / 東映） - 山村
- ザ・ハングマンシリーズ（ABC / 松竹芸能）
  - ザ・ハングマン 第22話「帰ってきたドラゴン 香港カマキリ拳」（1981年） - 貨物船船長
  - ザ・ハングマンII 第3話「女学生を喰らう大学理事長」（1982年） - 谷村社長（谷村商事）
  - 新ハングマン 第2話「セーラー服を犯す教育評論家」（1983年） - 浦原（西山矯正スクール指導員）
  - ザ・ハングマンV 第27話「マイホームの夢が消えて解散!!」（1986年） - 岩田部長（進東土地開発）
- 警視庁殺人課（1981年、ANB / 東映）
  - 第3話「狼たちの青春」
  - 第13話「空港ホテル殺人事件・浴槽に浮かぶ美女」
- 月曜ワイド劇場 / 女子少年院 （1983年、ANB / 東映）
- 火曜サスペンス劇場 (NTV)
  - 断罪 （1985年、東映） - 矢崎刑事
  - 盲目のピアニスト （1987年、東宝）
  - 弁護士・高林鮎子 第3作「新横浜発12時09分の女」 （1988年、東映） - 刑事
- スーパーポリス 第11話「罠 それはキッスで始まった!」（1985年、TBS / 近藤照男プロ）
- 金曜女のドラマスペシャル / 完璧すぎたアリバイ（1986年、CX）
- スケバン刑事III 少女忍法帖伝奇 第9話「ねらわれた秘伝奥義! コマンドvs唯」（1987年、CX / 東映） - ハヤブサ
- 土曜ワイド劇場（ANB）
  - 江戸川乱歩の美女シリーズ 第1作「妖しいメロディの美女 江戸川乱歩の『仮面の恐怖王』」 （1986年、松竹） - 大道寺義信
  - 雨の中の殺人者（1992年、国際放映）
- 大都会25時 第7話「怯えた少女の眼!ニセ刑事殺人事件」（1987年、ANB / 東映）
- NEWジャングル 第19話「おかしな関係」（1988年、NTV / 東宝）
- ゴリラ・警視庁捜査第8班 第29話「明日に向かって走れ」（1989年、ANB / 石原プロ）
- 刑事貴族 第17話「熱い街から来た刑事」（1990年、NTV / 東宝）- 暴力団・大滝興産幹部
- はぐれ刑事純情派
  - 第1シリーズ 最終話「みちのく仙台・父帰る！」（1988年） - 黒服の男
  - 第3シリーズ 第24話「女装した刑事・母親になった男!?」（1990年）‐ 岩下雅人
- 愛しの刑事 第10話「花嫁の母は海外逃亡犯・6年目の帰国の謎!?」（1993年、ANB / 石原プロ） - 佐伯隆
- 闇のパープル・アイ 第3回「幽霊学園の恐怖!!」（1996年、ANB / 東映） - 曽根原重治
- 女と愛とミステリー / 信濃のコロンボ事件ファイル 第7作「見知らぬ鍵」（2005年、TX）
- パズル Piece4「廃校の幽霊 謎の焼死体と暗号!」（2008年、ABC / EX / 東宝） - 成田公平  ※キャストテロップでは「中田猪久」とクレジット
- 相棒（EX / 東映） 
  - season9 第12話「招かれざる客」（2011年1月19日） - 桑原岳彦
  - season17 第1話「ボディ」、第2話「ボディ〜二重の罠」（2018年） - 鬼束鐵太郎
- 金曜プレステージ（CX）
  - 所轄刑事 第7作「能登・金沢 ストーカー連続殺人事件の闇」（2012年） - 佐藤修一
  - 小京都連続殺人事件 第2作「佐野足利・七草に秘められた叫び」（2013年） - 木崎聡
- 月曜ゴールデン（2013年、TBS）
  - 税務調査官・窓際太郎の事件簿 第25作 - 大矢栄一
  - ホームドクター・神村愛 第2作 - 黒田専務

#### 時代劇
- 待っていた用心棒 第21話「宿場の夜霧」（1968年、NET / 東映） - 辰次郎
- 三匹の侍 第6シリーズ 第1話「荒野に在り」（1968年、CX） - 兵吾
- 燃えよ剣（1970年、NET / 東映） - 松平太郎
- 遠山の金さん捕物帳（1971年、NET /東映）
  - 第28話「亭主を追う女」 - 仙吉
  - 第37話「虫を売る男」 - 源助
  - 第66話「燃える髪の女」 - 柳
- 清水次郎長 第22話「花一輪 渡世の女」（1971年、CX / 東映） - 多十
- お祭り銀次捕物帳 第3話「飛び込んだ殺人者」（1972年、CX / 東映） - 矢部新八
- さすらいの狼 第17話「武士買い商人」（1972年、NET / 東映）
- 大岡越前（TBS / C.A.L）
  - 第3部 第18話「過去を逃れて」（1972年10月16日）
  - 第5部 第21話「犬に咬まれたドジな奴」（1978年6月26日） - 六蔵
  - 第6部 第17話「人情仇討ち裁き」（1982年6月28日） - 与三松
  - 第7部（1983年）
    - 第11話「裏切りの悲恋十手」 - 松吉
    - 第23話「闇に閃く恐怖の邪剣」 - 定吉

  - 第9部
    - 第3話「辰三おはなの祝言騒動」（1985年11月11日） - 松吉
    - 第25話「怨みを買った男」（1986年4月14日） - 常吉

  - 第10部 第24話「強請られた娘の秘密」（1988年8月15日） - 七造
  - 第11部（1990年）
    - 第14話「お奉行様は用心棒」 - 勇次
    - 第25話「渡る世間に鬼はない」 - 権太

  - 第13部 第17話「舅も認めた婿手柄」（1993年3月8日） - 瀬戸の音造
- 銭形平次（CX / 東映）
  - 第347話「八丈追分節」（1972年） - 儀兵ヱ
  - 第453話「過去の重さ」（1975年） - 早瀬源三郎
  - 第474話「おみくじは凶とでた」（1975年） - 幸助
  - 第544話「明日の行方」（1976年） - 幾之助
  - 第568話「ひとり心中」（1977年） - 仁助
  - 第595話「ひとでなし」（1977年） - 源三
  - 第673話「翔べないトンビ」（1979年） - 仙太郎
  - 第693話「妹のいのち」（1979年） - 弥之助
  - 第738話「晴れ姿神田祭り」（1980年） - 寅松
  - 第768話「平次・潜入大作戦」（1981年） - 村井玄蕃
  - 第778話「引き裂かれた絵図」（1981年） - 榊原陣内
  - 第802話「死の遺産相続」（1982年） - 榊原紋十郎
  - 第824話「古井戸の黄金」（1982年） - 伊助
  - 第855話「身代金五百両」（1983年） - 幸助
  - 第868話「七つの顔の平次」（1983年） - 利助
- 隼人が来る 第21話「黒い罠」（1973年、CX / 東映）
- 新選組 （1973年、CX / 東映） - 阿部十郎
- 荒野の用心棒 第22話「謎の密輸地帯に潜入して…」（1973年、NET / 三船プロ） - 島の伊三郎
- 江戸を斬る（TBS / C.A.L）
  - 江戸を斬る 梓右近隠密帳 第9話「決闘鍵屋の辻」（1973年） - 河合又五郎
  - 江戸を斬るII 第24話「まごころ」（1976年） - 卯吉
  - 江戸を斬るIII 第21話「狙われた女」（1977年） - 青山新次郎
  - 江戸を斬るV （1980年）
    - 第1話「江戸を斬るV」 - 長次
    - 第7話「御用金奪還! 暁の追跡」 - 源助

  - 江戸を斬るVI（1981年）
    - 第8話「義賊うの字小僧」 - 椋十
    - 第13話「金公お京の夫婦旅」 - 権蔵

  - 江戸を斬るVII 第17話「闇を走る暗殺集団」（1987年） - 常吉
- 隠密剣士 突っ走れ! 第5話「怪鳥を狙う信太郎」（1974年、TBS / 宣弘社プロダクション） - 月影法師
- 水戸黄門（TBS / C.A.L）※ゲスト出演回数は外伝を含め同番組では第4位の49回
  - 第5部（1974年）
    - 第2話「仇討ち甲州路 -青梅-」 - 新吉
    - 第12話「討たれに来た男 -京都-」 - 柿原栄之進
    - 第26話「福江城の対決 -五島-」 - 宍戸源之丞

  - 第6部（1975年）
    - 第23話「あっぱれ武士道 -尾張-」 - 外村伴之丞
    - 第29話「黄門さまの頑固くらべ -木更津-」 - 巳之吉

  - 第7部（1976年）
    - 第7話「帰って来た南部駒 -八戸-」 - 赤岩陣内
    - 第17話「黄門さまの駒裁き -天童-」 - 河野与一郎

  - 第8部 第7話「助さんの身替り亭主 -掛川-」（1977年8月29日） - 芳三
  - 第9部（1978年）
    - 第3話「狐が唄った相馬盆唄 -相馬-」 - 岩上喜平次
    - 第15話「名工二代輪島塗り -輪島-」 - 半九郎
    - 第20話「帰って来た中乗りさん -木曽福島-」 - 丑之助

  - 第10部
    - 第9話「三人の無法者 -新城-」（1979年10月8日） - 九鬼玄三郎
    - 第24話「襲われた中馬街道 -韮崎-」（1980年1月28日） - 定吉

  - 第11部 第22話「黄門様の子守唄 -伊勢原-」（1981年1月12日） - 織部新八郎
  - 第12部（1981年）
    - 第6話「助さんそっくり千両役者 -郡上八幡-」 - 常吉
    - 第14話「金毘羅様の鬼退治 -丸亀-」 - 寅八

  - 第13部 第9話「危機一髪! 火薬小屋の対決 -岡崎-」（1982年12月13日） - 紋次
  - 第14部 第3話「姫様そっくり千両役者 -福島-」（1983年11月14日） - 銀次
  - 第15部（1985年）
    - 第24話「女掏摸 弁天お京 -宮津-」 - 勘次
    - 第29話「宿場救った孤独の十手 -中津川-」 - 落合源四郎

  - 第16部（1986年）
    - 第20話「九谷焼に賭けた兄弟愛 -大聖寺-」 - 松造
    - 第33話「夢を紡いだ紙の布 -白石-」 - 権太

  - 第17部 第17話「黄門様のおしのび指南 -松山-」（1987年12月21日） - 才次
  - 第18部
    - 第10話「仇討ち木曽節仁義 -木曽福島-」（1988年11月14日） - 権八
    - 第32話「飴屋の幽霊 -川崎-」（1989年4月24日） - 寅吉

  - 第19部
    - 第7話「人買い光右衛門 -尾花沢-」（1989年11月6日） - 重蔵
    - 第23話「謎の用心棒 -飯山-」（1990年3月5日） - 半次

  - 第20部（1991年）
    - 第18話「密命帯びた用心棒 -嬉野-」 - 乙松
    - 第34話「天誅! 謎の虚無僧 -富山-」 - 倶利伽羅の五郎造
    - 第47話「嘘を承知の偽黄門 -日光-」 - 荒海の軍蔵

  - 第21部（1992年）
    - 第1話「悪鬼が巣喰う岡崎城 -水戸・岡崎-」 - 藤太
    - 第13話「鬼と呼ばれた母の真実 -延岡-」 - 神楽の大吉

  - 第22部
    - 第18話「娘が綺麗になる方法 -島原-」（1993年9月13日） - 伝八
    - 第35話「飛脚競べで悪を討つ -宇都宮-」（1994年1月17日） - 兆次

  - 第23部
    - 第2話「育ての父は鷹匠 -大宮-」（1994年8月8日） - 権次
    - 第21話「津和野銘菓は恋の味 -津和野-」（1994年12月26日） - 唐沢但馬
    - 第29話「葵の印籠が盗まれた!? -宇和島-」（1995年2月27日） - 粂次
    - 第39話「白いお髭のお婿殿 -府中-」（1995年5月8日） - 深見陣之助

  - 第24部
    - 第3話「恋しい人は凶状持ち -駿府-」（1995年10月2日） - 権造
    - 第29話「兄を憎んだ弟の涙 -鶴岡-」（1996年4月15日） - 猪塚軍兵衛

  - 第25部 第35話「民を救った男の信念 -二本松-」（1997年9月15日） - 鮫島伝内
  - 第27部 第3話「夫婦で織った紙の布 -白石-」（1999年4月5日） - 蝮の重吉
  - 第28部 第3話「箱根の山で敵討ち-箱根-」　(2000年3月20日)　- 大河原軍十郎
  - 第32部 第10話「女黄門様は初恋の人-鶴岡-」(2003年10月20日)　- 河辺頼母
  - 第34部 第12話「風の鬼若怒りの秘剣 -松前-」（2005年4月11日） - 関田六郎
  - 第35部 第14話「仇が教えた命の重さ -鹿児島-」（2006年1月23日） - 種蔵
  - 第36部 第8話「助っ人アキの越後獅子 -福井-」（2006年9月11日） - 毘沙門の辰三
  - 第37部 第22話「嘘から出た真ごころ -二本松-」（2007年9月10日）権蔵
  - 第42部 第9話「悪事を見抜いた鑑定人 -敦賀-」（2010年12月6日） - 横山宗達
  - 水戸黄門 (BS-TBS版) 第7話「時の太鼓とじゃじゃ馬姫」（2017年11月15日）- 田村将監
- 右門捕物帖（1974年、NET / 東映）
  - 第4話「罠」  - 塚田源内
  - 第35話「おとし穴」
- ぶらり信兵衛 道場破り（1974年、CX / 東映）
  - 第23話「意地豆腐」 - 長二郎
  - 第43話「侍だましい」 - 小出平五郎
- 大盗賊 第9話「同心を警護しろ!」（1974年、CX / 国際放映）
- 運命峠 第7話「仇討ち兄妹」（1974年、KTV / 東映） - 久之進
- ご存じ金さん捕物帳 第13話「一網打尽」 (1974年、NET / 東映）
- 長崎犯科帳 第25話「欲ボケ野郎は海へ沈めろ」（1975年、NTV / ユニオン映画） - 巳之吉
- 影同心シリーズ（MBS / 東映）
  - 影同心 第24話「男の操は殺し節」（1975年） - 佐久間
  - 影同心II 第13話「（秘）進学塾甘い罠」（1976年） - 山崎
- 十手無用 九丁堀事件帖（NTV / 東映）
  - 第4話「私は見た」（1975年） - 捨造
  - 第19話「父（ち）ゃんが消えた!」（1976年） - 清吉
- 徳川三国志 第23話「江戸の毒を斬れ！」（1976年、NET / 東映） - 奥村八郎右衛門
- 遠山の金さん（NET→ANB / 東映）
  - 第1シリーズ
    - 第31話 「明日に別れの賽を振れ!!」（1976年）
    - 第91話 「初恋に散った女」 （1977年)　- 須貝源四郎

  - 第2シリーズ 第2話 「深川駈け落ち地獄船」（1979年） - 黒瀬
- 人魚亭異聞 無法街の素浪人 第16話「硝煙の市街戦」（1976年、NET / 三船プロ） - 佐倉宗人
- 桃太郎侍（NTV / 東映）
  - 第3話「大名屋敷に鬼二匹」（1976年） - 宗吉
  - 第36話「海の男の燃える恋」（1977年） - 磯吉
  - 第72話「絵筆に賭けた命」（1978年） - 栄助
  - 第98話「飛び立った雉の与之助」（1978年） - 左右田一角
  - 第111話「戻った記憶が呼んだ鬼」（1978年） - 井原新八郎
  - 第129話「無法河岸の女親分」（1979年） - 酒井采女の用人
  - 第160話「地獄に墜ちた福の神」（1979年） - 村瀬
  - 第195話「桃太郎はかぐや姫?」（1980年） - 堀田源次郎
  - 第212話「本家玉川一座と元祖玉川一座」（1980年） - 島田
  - 第243話「阿波から天女がやって来た」（1981年） - 千葉吉右衛門
  - 第251話「昔も今もひとり花」（1981年）- 伊佐山
- 破れ奉行（1977年、ANB / 中村プロ）
  - 第21話「暗黒街の白い罠」 - 武七
  - 第31話「暗黒街の悪の花」 - 堂上重兵衛
- 人形佐七捕物帳 第21話「花火に震える女」（1977年、ANB / 東映） - 宇之松
- 江戸の鷹 御用部屋犯科帖 第9話「女地獄! 魔の尼寺」（1978年、ANB / 三船プロ） - 吉五郎
- 暴れん坊将軍（ANB / 東映）
  - 吉宗評判記 暴れん坊将軍
    - 第8話「黒い十手を握る男」（1978年） - 目明し
    - 第27話「柳生一族を斬る女」（1978年） - 蜂屋孫九郎
    - 第52話「失脚! 大岡越前守」（1979年） - 内田孫兵衛
    - 第82話「天女のようなガキ大将」（1979年） - 銀次
    - 第121話「花咲ける女武士道」（1980年） - 宮原
    - 第141話「春遠し凶賊の母」（1980年） - 吉五郎
    - 第167話「提灯侍一番勝負!」(1981年） - 黒沼刑部
    - 第190話「日本一の雨男」(1981年） - 山根典膳
    - 第207話「しばし名残の八百八町」(1982年） - 佐竹伝八郎

  - 暴れん坊将軍II
    - 第9話「女泣かせの付けぼくろ」（1983年） - 弥八
    - 第22話「十手を下さい お奉行様!」（1983年） - 戸川平四郎
    - 第36話「危機一髪! 皆殺し砦」（1983年） - 香月新八郎
    - 第55話「お駒かなしや島帰り」（1984年） - 郡司嘉門
    - 第111話「あらイヤだ! 魚の心は恋ごころ」(1985年） - 工藤仙十郎
    - 第159話「天晴れ! 赤穂の竹光夫婦」（1986年） - 辻川小弥太
    - 第168話「小判を拾った幽霊娘!?」（1986年） - 野津左門
    - 第186話「友情! 決死の砂丘脱出」（1987年） - 小栗重兵衛

  - 暴れん坊将軍III
    - 第25話「悲恋花は二度散る」（1988年） - 保科勘解由
    - 第36話「恋と喧嘩のイダ天街道」（1988年） - 粕谷伊十郎
    - 第63話「散るは望郷はぐれ花!」（1989年） - 石田将監
    - 500回スペシャル「将軍琉球へ渡る 天下分け目の決闘」- 宇津井
    - 第125話「紅い国から来た殺人者!」（1990年） - 藤林官蔵

  - 暴れん坊将軍IV
    - 第6話「天晴れ! 孝行息子に名裁き」（1991年） - 井上源之進
    - 第39話「乙女の祈りお手つき志願!?」（1992年） - 林田外記
    - 第58話「吉宗変化! お狩場の鬼退治」（1992年） - 笹山又右衛門
    - 第74話「献上雪が飛び散った」（1992年） - 高見

  - 暴れん坊将軍V
    - 第11話「悲恋の仇討ち免状」（1993年） - 秋山主膳
    - 第33話「鳶口一本、炎の男道!」（1994年）- 中島常之助

  - 暴れん坊将軍VI
    - 第2話「標的は将軍様」（1994年） - 黒木多門
    - 第31話「愛と復讐の遠目鏡」（1995年） - 三州屋

  - 暴れん坊将軍VII 第9話「吉宗よ、誰が為に泣く」（1996年） - 大垣伝蔵
  - 暴れん坊将軍VIII 第6話「犯された義母の仕掛けた罠」（1997年） - 陣場弥十郎
  - 暴れん坊将軍IX 第24話「涙の上州路 誉れの仇討ち」（1999年） - 大垣主膳
  - 暴れん坊将軍X 第20話「火事で消えた三千両! め組の夫婦に流産の危機!!」（2000年） - 瀬川一三
  - 暴れん坊将軍XI 第11話「徳田新之助殺人事件!!」（2001年） - 廣瀬播磨守
- 大江戸捜査網（12ch→TX / 三船プロ→ヴァンフィル→G・カンパニー）
  - 第332話「無法を裁く怒りの群衆」（1978年） - 中里
  - 第353話「美女誘拐 恐怖の逢びき」（1978年） - 西本
  - 第369話「殺意なき用心棒」（1978年） - 銀次
  - 第405話「潜入 決死の悪人狩り」（1979年） - 小泉
  - 第435話「晴れ姿おんな隠密一番纒」（1980年） - 北沢
  - 第453話「美女誘拐螢火の罠」（1980年） - 三浦
  - 第496話「鈴の音が殺しを呼ぶ」（1981年） - 黒崎
  - 第506話「荒野に散った夫婦花」（1981年） - 三州屋（高井軍兵衛）
  - 第517話「白い肌に咲く牡丹の刺青」（1981年） - 角屋源三郎
  - 第561話「密室を暴く恐怖の魔術師」（1982年） - 伝八
  - 新 大江戸捜査網 第11話「暴走娘 涙の五千両」（1984年） - 喜三郎
  - 平成版
    - 第1シリーズ 第5話「対決!隠密同心vs火盗改め」（1990年）- 南条新太郎
    - 第2シリーズ 第9話「少女は見た! 蘇る地獄絵図の記憶」（1991年）- 疾風の軍兵衛
- 若さま侍捕物帳 第8話「参上! 殺しの番号」（1978年、ANB / 国際放映） - 杉田昌三郎
- 疾風同心（12ch / C.A.L）
  - 第3話「涙の張り込み」（1978年） - 弥三郎
  - 第25話「傷だらけの恋」（1979年） - 又蔵
- 風鈴捕物帳 第5話「友情に命を賭けて」（1978年、ANB / 東映） - 繁造
- 破れ新九郎（ANB / 中村プロ）
  - 第7話「通り雨ならお命頂戴」（1978年） - 吉良甚八
  - 第23話「流転!夕陽の父子唄」（1979年） - 矢島源十郎
- 同心部屋御用帳 江戸の旋風IV 第10話「岡っ引の娘」（1979年、CX / 東宝） - 音次
- 八丁堀暴れ軍団 最終話「打ち首志願 涙の親孝行」（1979年、12ch / C.A.L） - 紋次
- 江戸の牙（1979年、ANB / 三船プロ）
  - 第6話「撃滅 爆破計画!」（1979年） - 川村源之進
  - 第18話「渡る世間の鬼を斬る」（1980年） （キャストクレジットは中原博久と表記）
- 長七郎天下ご免! （1979年 - 1982年、ANB / 東映）
  - 第10話「浮かれて泣いた大漁節」 - 黒井源左衛門
  - 第27話「骨までしゃぶったお殿様」 - 赤沼兵庫
  - 第46話「情けが仇の父娘草」 - 関根
  - 第65話「鬼っ子江戸を走る!」 - 銀次
  - 第84話「風摩ひとり暁に死す」 - 佐吉
- 柳生あばれ旅 第5話「狼塾に美女がいた -沼津-」（1980年、ANB / 東映）
- 騎馬奉行 第23話「悲願! 野菜の直か売り」（1980年、KTV / 東映）
- 雪姫隠密道中記 第14話「父恋し母子唄 -伊勢-」（1980年、MBS / S.H.P）
- 悪党狩り 第2話「八丁堀無情」（1980年、12ch / 松竹 / 藤映像コーポレーション） - 清吉
- 新五捕物帳（NTV / ユニオン映画）
  - 第124話「子が結ぶ夫婦仲」（1980年）
  - 第171話「男の挽歌」（1982年） - 仙吉
- 水曜劇場 / 二百三高地 愛は死にますか（1981年、TBS / 東映）  - 長岡外史
- 闇を斬れ 第5話「恋姿・謎の美剣士」（1981年、KTV / 松竹） - 脇坂肥前守
- 時代劇スペシャル（CX）
  - 清水次郎長「勢揃い清水港」（1981年）- 佐吉
  - 清水次郎長「男の涙・石松の最后」（1982年）- 権次
- 影の軍団シリーズ（KTV / 東映）
  - 影の軍団II 第24話「くノ一秘法“双面の術”」（1982年）- 玉屋半五郎
  - 影の軍団III 第5話「影なき男の影」（1982年） - 用心棒
  - 影の軍団 幕末編 第39話「サムライ、荒野の落日」（1985年） - 園田大膳
- 同心暁蘭之介 第40話「火祭り変化」（1982年、CX / 杉友プロ）
- 文吾捕物帳（1982年、ANB / 三船プロ）
  - 第17話「哀れな女の夢」
  - 第26話「ろくでなしの涙」
- 源九郎旅日記 葵の暴れん坊 （1982年、ANB / 東映）
  - 第7話「大井川兄弟仁義」 - 野辺山外記
  - 第28話「怒れ! いごっそう土佐鯨」 - 大滝
- 遠山の金さん（テレビ朝日）
  - パート1
    - 第29話「驀走する裸馬の女!」（1982年）- 稲造
    - 第50話「魔性の女! ギヤマンおゆき」（1983年）- 林久一郎
    - 第68話「夜霧の復讐! 傷だらけの母」（1983年）- 戸倉玄介

  - パート2
    - 第10話「愛のお葬式・私は無実です!」（1985年）
    - 第22話「夜の美女軍団II 決闘編」（1986年）- 内山源三郎
- 松平右近事件帳（NTV / ユニオン映画）  
  - 第6話「お店者無情」（1982年） - 坂田兵馬
  - 第24話「鶴亀情話」（1982年） - 用人浅井
  - 第40話「父娘を結ぶ青梅宿」（1982年） - 桑田大膳
  - 第51話「三つ葉葵を貫く銃弾」（1983年） - 影山玄馬
- 新・松平右近 第5話「花嫁売ります」（1983年） - 平田弥十郎
- 必殺シリーズ（ABC / 松竹）
  - 必殺仕事人III 第15話「加代に死の宣告をしたのは主水」（1983年） - 早川菊馬
  - 必殺仕事人・激突! 第4話「八百屋お七の振袖」（1991年） - 小野寺勝重
- 右門捕物帖 第18話「老盗、木枯し源次」（1983年、NTV / ユニオン映画）
- 大奥 第31話「暴かれた禁男の園」・第32話「永遠の処女」（1983年、KTV / 東映） - 坪内能登守
- 長七郎江戸日記（NTV / ユニオン映画）
  - 第1シリーズ
    - 第7話「風流あずま歌」（1983年） - 木沢左内
    - 第28話「月夜の闇退治」（1984年） - 田中
    - 第44話「くの一有情」（1984年） - 三郎左
    - 第60話「大江戸女番長始末記」（1985年） - 黒沼主水
    - 第109話「黒髪情話」（1986年） - 原田十蔵

  - 第2シリーズ 第5話「仇討ちという殺人」（1988年） - 南部虎之助
  - 第3シリーズ 第13話「兄妹芝居涙の花道」（1991年） - 根岸紋十郎
- 新春ワイド時代劇（TX）
  - 風雲江戸城 怒涛の将軍徳川家光 （1987年、東映） - 丸橋忠弥
  - 次郎長三国志（1991年、松竹） - 甲斐代官
  - 徳川風雲録 八代将軍吉宗 （2008年、東映） - 秋元喬知
- 傑作時代劇 / 雲霧仁左衛門 名古屋編 盗まれた花嫁 （1987年、ANB / 東映）
- 若大将天下ご免! 第28話「振り袖人形、父恋し!」（1987年、ANB / 東映） - 沼田
- 三匹が斬る! シリーズ（ANB / 東映）
  - 三匹が斬る! 第1話「十萬両! ここが名代の浮世風呂」（1987年）- 弥平
  - 痛快・三匹が斬る! 第16話「盗賊の、首を欲しがる因幡の白兎」（1995年）
- 名奉行 遠山の金さん（ANB / 東映）
  - 第1シリーズ 第11話「罠にかかった奉行」（1988年） - 三田村陣十郎
  - 第2シリーズ 第14話「お目付け桜と姥ざくら」（1989年） - 長次
  - 第3シリーズ
    - 第6話「謎の美人幽霊」（1990年） - 竜吉
    - 第21話「奉行に悪女の罠!」（1991年） - 宗伝九郎

  - 第4シリーズ（1992年）
    - 第10話「美しい女医と記憶喪失の男」 - 橘祥之助
    - 第21話「地獄から帰ってきた女」 - 巳之吉

  - 第5シリーズ 第3話「狙われた女盗賊」（1993年） - 相州の源次
  - 第6シリーズ 第7話「夫に怯える美人妻」（1994年） - 下村三太夫
  - 第7シリーズ 第7話「投げ縄殺人!忍びをあやつる男」（1995年） - 〆蔵
  - 金さんVS女ねずみ 第10話「隠密同心殺人事件」（1998年）- 伝法院の喜代藏
- 年末時代劇スペシャル / 大岡政談・魔像 （1989年、CX / 松竹）
- 八百八町夢日記（NTV / ユニオン映画）
  - 第1シリーズ 第11話「夫婦舟浮き沈み」（1990年） - 村瀬十四郎
  - 第2シリーズ（1992年）
    - 第13話「ツいてない男」 - 榎本金吾
    - 第31話「女泥棒の悪い癖」 - 狐火の伝八
- あばれ八州御用旅（TX / ユニオン映画）
  - 第1シリーズ 第9話「街道の風も泣いてた 女郎うた」（1990年） - 捨五郎
  - 第2シリーズ 第20話「女渡世人 緋牡丹お絹」（1991年） - 堀伝九郎
  - 第3シリーズ 第12話「清水次郎長を叩っ斬れ!」（1992年） - 新田の松五郎
- 付き馬屋おえん事件帳 第1シリーズ 第6話「江戸の黒い霧 けじめつけさせて貰います」（1990年、TX / 松竹） - 黒木
- 女忍かげろう組（NTV / オフィス・ヘンミ）
  - 水曜グランドロマン 女忍かげろう組<弐>（1990年9月26日） - 千次
  - 時代劇スペシャル 女忍かげろう組<参>（1991年12月28日） - 唐次
- 月影兵庫あばれ旅 第2シリーズ 第11話「殺しの千里眼!」（1990年、TX / 松竹） - 江川帯刀
- 鞍馬天狗（1990年、TX / 松竹） - 隼の長七
- 徳川無頼帳 第19話「花魁道中 修羅に舞う」（1992年、TX / JAC） - 堀田正信
- 喧嘩屋右近 第1シリーズ 第11話「連続殺人! 殺し屋の罠」（1992年、TX / 松竹）
- 闇を斬る!大江戸犯科帳 第3話「闇奉行対闇奉行」（1993年、NTV / ユニオン映画） - 荒木覚兵衛
- 銭形平次 第3シリーズ 第16話「四人の容疑者」（1993年、CX / 東映）
- 将軍家光忍び旅II 第18話「お家騒動、高崎だるまに誓う愛」（1993年、ANB / 東映） - 深見主膳
- 殿さま風来坊隠れ旅 第9話「世にも高貴な用心棒!」（1994年、ANB / 東映） - 権藤刑部
- 江戸の用心棒（NTV / ユニオン映画）
  - 江戸の用心棒 第1話（SP）「汝懐妊われ覚えあり」（1994年） - 門田
  - 江戸の用心棒II 第4話「人情子連れ芸者」（1995年） - 高坂玄蕃
- 姫将軍大あばれ 第9話「怪奇! ふたり天秀尼」（1995年、TX / 日光江戸村） - 玄田采女
- あばれ医者嵐山 第11話「きれた絆」（1995年、TX / ユニオン映画） - 赤塚若狭守
- 子連れ狼 第一部 第3話「ぶりぶりを仕掛ける女! 泣くな大五郎」（2002年、ANB / 東映） - 岡本平蔵
- 御家人斬九郎 第5シリーズ 第9話「冬木町の女」（2002年） ‐ 島井の矢五郎
- 忠臣蔵（2004年、EX / 東映）
- 金曜時代劇 / 最後の忠臣蔵 （2004年、NHK） - 月岡治右衛門
- 八丁堀の七人 第7シリーズ 第8話「ついに完結! さらば七人!! 江戸城乗込み」（2006年、EX / 東映） - 赤間主馬

### 情報・バラエティー
- クイズ!脳ベルSHOW（BSフジ、2018年3月14日、15日、2018年11月26日、27日）

### Vシネマ
- BIOTHERAPY （1986年、にっかつビデオ）
- サイレントメビウス外伝 幕末闇婦始末記 （1993年、バンダイビジュアル） - 鳥居忠則
- 虜 TORIKO （1995年、イメージファクトリー・アイエム）
- 課長 痴魔耕作 （2002年、TMC）
- 海賊仁義（2005年、GPミュージアム）
- 実録 大日本菊水会 双龍伝 完結編（2007年） - 角阪百貨店会長 水谷春夫
- むこうぶち11 高レート裏麻雀列伝 鉄砲玉（2014年、オールインエンタテインメント） - 前島